# Nadhim Zahawi
Nadhim Zahawi (in arabo ناظم الزهاوي‎?, Nāẓim az-Zahāwī, in curdo نەدیم زەهاوی‎, Nedîm Zehawî; Baghdad, 2 giugno 1967) è un politico britannico di origine irachena.
Ha avuto vari incarichi ministeriali sotto i primi ministri Theresa May, Boris Johnson, Liz Truss e Rishi Sunak dal 2018 al 2023. In Parlamento dal 2010, è stato più volte Sottosegretario di Stato, Cancelliere del Ducato di Lancaster del Regno Unito dal settembre 2022, presidente del partito conservatore e ministro senza portafoglio dal 25 ottobre 2022, fino a quando è stato licenziato da Rishi Sunak il 29 gennaio 2023 per non aver rivelato un'indagine sui suoi affari fiscali

## Biografia
Nadhim Zahawi è nato nel giugno 1967 a Baghdad, in Iraq, da genitori curdi iracheni. All'età di undici anni, fuggì con la famiglia nel Regno Unito  durante i primi anni al potere di Saddam Hussein. Zahawi ha studiato alla Holland Park School,  prima di trasferirsi alla Ibstock Place School e poi alla King's College School, una scuola indipendente a Wimbledon, Londra, seguita dall'University College London, dove si è laureato in ingegneria chimica.

## Carriera

### La fondazione di YouGov
Dopo una carriera come Direttore Marketing Europeo per Smith & Brooks Ltd, Zahawi ha co-fondato nel 2000, YouGov, società internazionale di ricerche di mercato, con Stephan Shakespeare, ex portavoce di Jeffrey Archer. Zahawi è stato CEO di YouGov dal 2005 al 2010.

### Interessi commerciali e finanziari
Nel 2008, Zahawi è diventato direttore non esecutivo di SThree, un'organizzazione specializzata in personale. Si è dimesso dal ruolo nell'ottobre 2017, ma ha mantenuto più di 70.000 sterline in azioni della società fino ad aprile 2021.
Nel 2015 è entrato a far parte di Gulf Keystone Petroleum, una società di esplorazione e produzione di petrolio e gas, come chief strategy officer part-time. Dal 2015 al 2018 è stato pagato dalla società per 1,3 milioni di sterline. Secondo quanto riferito, i vari ruoli di Zahawi lo hanno portato a essere il secondo parlamentare con i guadagni più alti nel Regno Unito nel 2017.
Il The Guardian ha riferito all'inizio del 2017 che Zahawi aveva speso 25 milioni di sterline per acquistare proprietà intorno a Londra, sia per uso personale che commerciale.  Zahawi ha risposto che "la mia prima priorità, prima di ogni altra cosa, è il mio lavoro nel collegio elettorale e non avrei mai permesso, né mai lo permetterei,  che qualcosa si intromettesse in questo". Entro il 2021, è stato riferito che Zahawi o sua moglie possedevano 100 milioni di sterline in proprietà, tra cui una zona industriale, tre proprietà a Londra, una casa di campagna con scuderie nel Warwickshire e una proprietà a Dubai.
Nel novembre 2013, il quotidiano Birmingham Mail ha scritto che nel maggio 2011 (un anno dopo essere diventato parlamentare) Nadhim Zahawi ha utilizzato come prestatore di mutui la Berkford Investments Limited, con sede a Gibilterra, territorio britannico d'oltremare a bassa tassazione, per finanziare l'acquisto della tenuta del maneggio "Oakland" della sua circoscrizione (del valore all'epoca di 875.000 di sterline) nell'Alto Tysoe, vicino a Stratford-upon-Avon, nel Warwickshire.
Berkford Investments Limited è gestita da T&T Management Services Limited, i cui servizi includono quelli di gestione patrimoniale. Zahawi ha risposto alla notizia dicendo: "Ho pagato l'imposta di bollo sulla mia proprietà a Tysoe e ho sempre pagato l'imposta di bollo sui miei acquisti di proprietà. Sostengo pienamente il budget 2012 e tutti i budget di questo governo. Ho acquistato la mia proprietà a Tysoe con un mutuo da una società di Gibilterra. Questo fatto e i dettagli coinvolti sono dichiarati integralmente nel registro fondiario e suggerire che sia in qualche modo nascosto sarebbe di fatto errato. Allo stesso modo, suggerire che in qualsiasi modo sto utilizzando offshore per ridurre il mio il carico fiscale è del tutto scorretto».

## Politica
Nel 1991, Zahawi e il suo collega curdo britannico Broosk Saib furono aiutanti di Jeffrey Archer durante la controversa campagna "Simple Truth" di Archer per aiutare le vittime curde della Guerra del Golfo. Zahawi e Saib furono soprannominati "Lemon kurd" e "Bean kurd" da Archer. Nel 1994 Archer ha contribuito alla campagna per Zahawi per un seggio nel consiglio di Wandsworth. Zahawi ha anche condotto la campagna infruttuosa di Archer per il sindaco di Londra nel 1998.
Zahawi è stato eletto consigliere conservatore a Putney nel distretto londinese di Wandsworth, effettuando tre mandati dal 1994 al 2006, e si è presentato come candidato parlamentare a Erith e Thamesmead nel 1997, arrivando secondo a Labour.

### Membro del Parlamento
Nel 2010, Zahawi è stato selezionato dall'associazione conservatrice locale per Stratford-on-Avon come potenziale candidato parlamentare alle elezioni generali del 2010 ed è stato eletto. Successivamente è stato rieletto nel 2015, 2017 e 2019.
Nell'ottobre 2013 è diventato membro dell'Unità politica numero 10. Più tardi, in ottobre, Zahawi e un altro membro del Comitato Affari, Innovazione e Competenze, hanno intervistato Lazard, il consulente indipendente del governo per la vendita di Royal Mail. Le azioni sono rapidamente salite a £ 5 dopo la quotazione a £ 3,30 e il Financial Times ha sostenuto che due banche d'investimento avevano avvertito che il prezzo era sottovalutato.
Zahawi è vicepresidente dell'All Party Parliamentary Group (APPG) sulla regione del Kurdistan in Iraq, che riceve il supporto di segreteria dalla Gulf Keystone Petroleum International, una compagnia petrolifera di cui Zahawi era Chief Strategy Officer. Sono state espresse preoccupazioni su come l'indipendenza dei parlamentari potrebbe essere compromessa da tali legami tra APPG e società private, e in particolare su come i collegamenti di Zahawi con l'industria petrolifera influiscano sul suo ruolo di parlamentare. Zahawi è stato co-presidente o vicepresidente di questo APPG da quando è stato istituito nel 2008/9, insieme ad altri parlamentari tra cui Meg Munn e Jason McCartney.
Ha sostenuto il ritiro della Gran Bretagna dall'Unione europea, sostenendo che l'Unione Europea non sarà mai disposta a cambiare le sue regole e che il Regno Unito dovrebbe riprendere il controllo su una serie di questioni. 

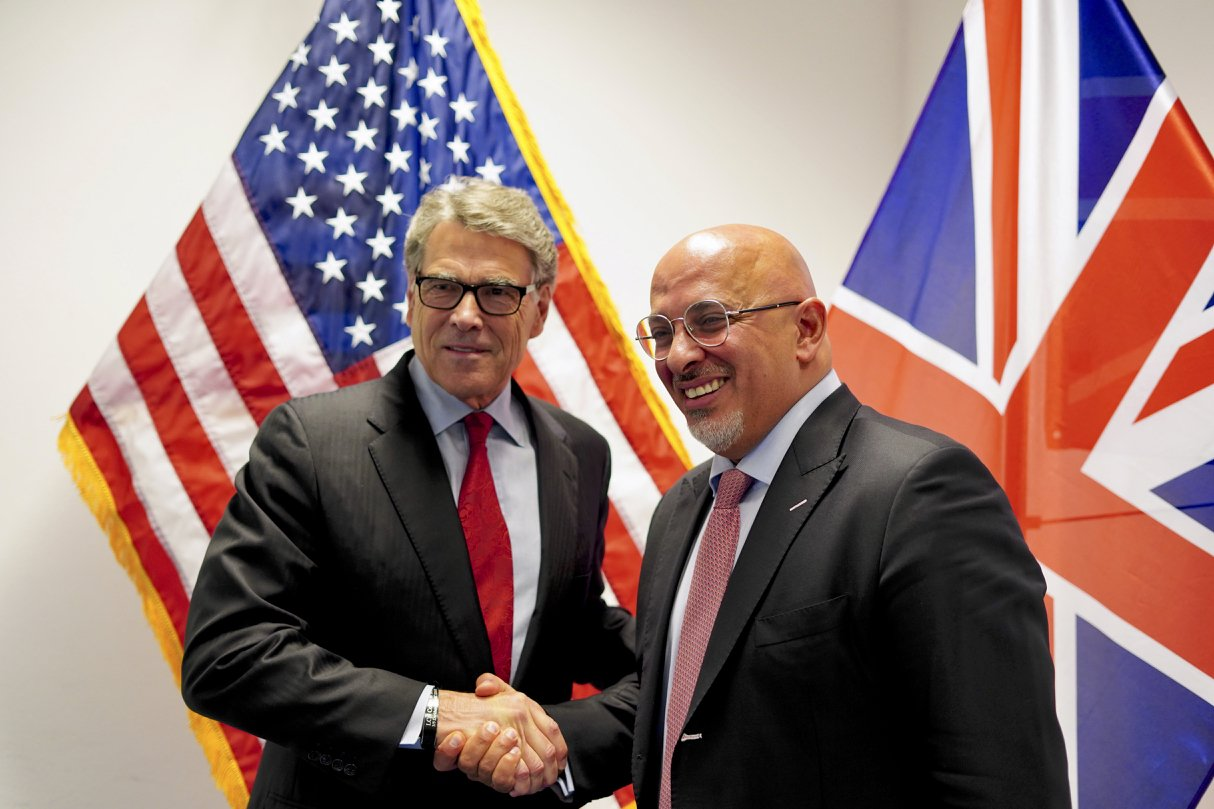
Zahawi e il Segretario di Stato USA dell'Energia Rick Perry nel 2019

Dopo il rimpasto di governo del 2018, Zahawi è stato nominato da Theresa May sottosegretario di Stato parlamentare presso il Dipartimento per l'istruzione. Il 26 luglio 2019 è stato nominato Sottosegretario di Stato parlamentare per l'Industria dal nuovo Primo Ministro Boris Johnson.
Nell'ottobre 2020, Zahawi è stato accusato dal deputato laburista Tulip Siddiq, in un dibattito sull'estensione dei pasti scolastici gratuiti durante le vacanze scolastiche, di aver suggerito in modo fuorviante che, in base alla ricerca di un programma pilota, i genitori "in realtà preferiscono pagare una cifra modesta, £ 1 o £ 2", invece di ricevere la scuola gratuita e pasti. 

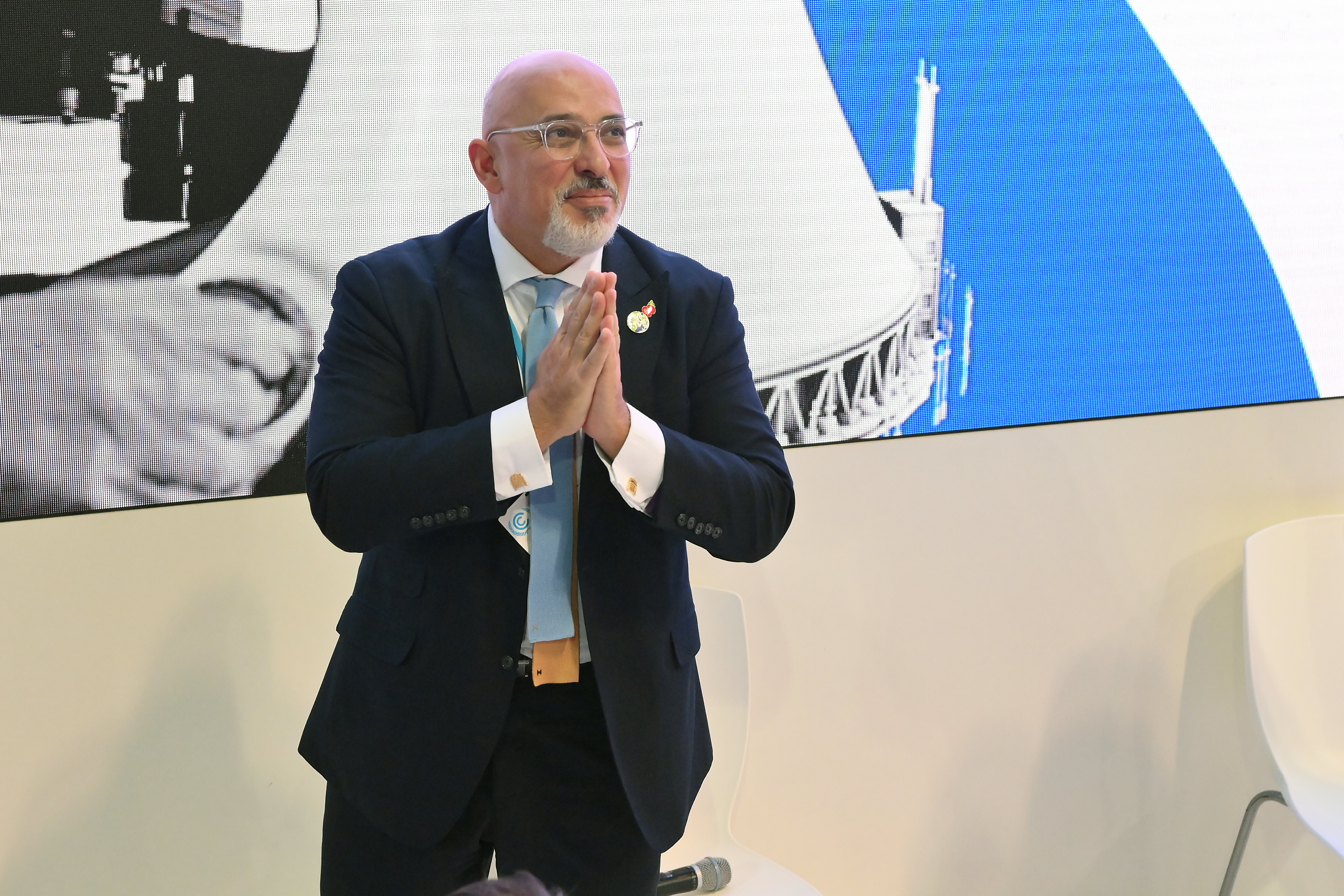
Zahawi alla Conferenza sul cambiamento del clima delle Nazioni Unite (COP26) nel 2021

È diventato il primo sottosegretario di Stato parlamentare per la distribuzione del vaccino contro il COVID-19 nel novembre 2020. Nel dicembre 2020, Zahawi ha dichiarato che oltre 137.000 persone nel Regno Unito avevano ricevuto un vaccino contro il coronavirus nella prima settimana del programma di vaccinazione, definendolo "davvero un buon inizio". Una donna di 90 anni del Regno Unito è diventata la prima persona al mondo a ricevere il vaccino Pfizer COVID-19 l'8 dicembre 2020. Il 14 febbraio 2021, Zahawi ha affermato che almeno 15 milioni di persone nel Regno Unito avevano ricevuto il loro primo vaccino contro il COVID-19.
Nel febbraio 2021, Zahawi ha affermato che non c'erano piani per introdurre certificazioni per i vaccini per viaggiare all'estero, descrivendoli come "discriminatori". Ha detto che le persone potrebbero parlare con il proprio medico se avessero bisogno di prove scritte per viaggiare. Nel luglio 2021, il governo ha annunciato l'intenzione di introdurre certificazioni nazionali per il vaccino COVID-19 a partire da settembre come condizione per l'ingresso ai locali notturni e ad alcuni altri luoghi con grande folla.

### Cancelliere dello Scacchiere
È stato promosso Cancelliere dello Scacchiere il 5 luglio 2022 in seguito alle dimissioni di Rishi Sunak all'inizio di quel giorno..
Il giorno seguente, i membri del gabinetto, tra cui Zahawi e il ministro dell'Interno Priti Patel, si erano riuniti all'interno di Downing Street per chiedere a Johnson di dimettersi. Zahawi ha chiesto le dimissioni di Johnson la mattina del 7 luglio 2022, nonostante in precedenza avesse sostenuto Johnson e avesse accettato la nomina a Cancelliere meno di 48 ore prima.  Zahawi ha dichiarato di aver detto a Johnson che "il Paese merita un governo che non sia solo stabile, ma che agisca con integrità. Primo Ministro, sai nel tuo cuore qual è la cosa giusta da fare, e ora vai".

### Elezioni della leadership del partito conservatore del 2022

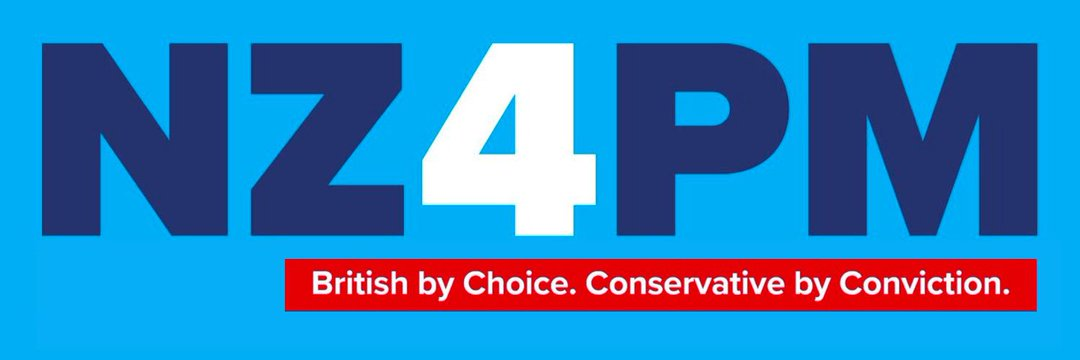
Logo per la candidatura alla leadership di Zahawi

Il 9 luglio 2022, Zahawi ha annunciato la sua candidatura alle elezioni della leadership del partito conservatore del luglio 2022 dicendo che intendeva "stabilizzare la nave e stabilizzare l'economia" rilanciando il thatcherismo a bassa tassazione. L'ex segretario dell'Irlanda del Nord Brandon Lewis lo ha appoggiato affermando: "Fa le cose".
Durante la partecipazione per la nomina al vertice dei Tories, Zahawi sarebbe stato indagato dall'HMRC dopo che un'inchiesta era stata inizialmente avviata nel 2020 dalla National Crime Agency. In risposta, Zahawi ha detto di ignorare di essere indagato dalla Serious Fraud Squad, dalla National Crime Agency e dall'HMRC, affermando di essere stato diffamato. Il 13 luglio 2022, Zahawi è stato eliminato dalla corsa per la leadership dopo non essere riuscito a garantire il supporto di 30 parlamentari necessari per raggiungere il turno successivo. In seguito ha appoggiato Liz Truss nella elezione.

### Cancelliere del Ducato di Lancaster
Il 6 settembre 2022, sotto il nuovo governo Truss, Zahawi è stato sostituito da Kwasi Kwarteng come Cancelliere e nominato invece Cancelliere del Ducato di Lancaster, Ministro per le Uguaglianze (Ufficio per le Parità di Governo) e Ministro per le Relazioni Intergovernative (Ufficio del Gabinetto).
Dopo le dimissioni di Truss, Zahawi ha inizialmente annunciato il suo sostegno alla proposta di leadership di Boris Johnson: "Sto sostenendo Boris... La Gran Bretagna ha bisogno di lui. Dobbiamo unirci per realizzare il nostro programma". Pochi minuti dopo l'annuncio che Johnson non si sarebbe candidato, The Telegraph pubblicò on line un articolo di Zahawi intitolato "Preparati per Boris 2.0, l'uomo che renderà di nuovo grandi i Tories e la Gran Bretagna".  L'articolo è stato successivamente cancellato e ore dopo Zahawi ha annunciato che stava sostenendo Rishi Sunak.

### Presidente del Partito conservatore
Il 25 ottobre 2022, Zahawi è stato nominato presidente del Partito conservatore e ministro senza portafoglio dopo che Rishi Sunak è diventato primo ministro.
Nel dicembre 2022, Zahawi ha affermato che gli infermieri dovrebbero sospendere i loro scioperi e lasciare le loro richieste salariali  che rischiavano di fare il gioco di Vladimir Putin, che, secondo lui, voleva alimentare l'inflazione. Ha invitato i sindacati che rappresentano infermieri e altri operatori sanitari ad avviare colloqui, anche se il Royal College of Nurses (RCN) ha affermato che sono stati i ministri del governo a rifiutarsi di aprire qualsiasi trattativa sull'accordo salariale del SSN..

### Il licenziamento
Il 29 gennaio 2023, Zahawi è stato licenziato dal suo ruolo di presidente dal primo ministro dopo che un'indagine sui suoi affari fiscali ha scoperto che aveva violato il codice ministeriale.
Il primo ministro aveva chiesto a Laurie Magnus, il consigliere indipendente per gli interessi dei ministri, di indagare sugli accordi e le dichiarazioni finanziarie personali di Zahawi. All'interno del suo stesso partito, c'era chi chiedeva a Zahawi di farsi da parte in attesa delle indagini in corso.  Il rapporto ha identificato sette violazioni del codice ministeriale ed è stato pubblicato il 29 gennaio 2023. Il primo ministro ha destituito immediatamente Zahawi per "un grave mancato rispetto degli standard stabiliti dal codice ministeriale". Il premier ha aggiunto che è "chiaro che c'è stata una grave violazione del codice ministeriale". La risposta di Zahawi non ha parlato delle violazioni e non ha chiesto scuse.

## Vita privata
Sposato con Lana Saib dal 2004, ha tre figli.  Appassionato cavaliere,  Zahawi e sua moglie possiedono una scuola di equitazione.